# Painavu
Painavu (Malayalam: പൈനാവ് Paināvŭ [ˈpai̯nɑːʋɯ]; seltener Painav) ist ein Ort im südindischen Bundesstaat Kerala und Verwaltungssitz des Distrikts Idukki. Er liegt rund 100 Kilometer östlich von Kochi in den Bergen der Westghats auf rund 800 Metern Höhe am Nordufer des Idukki-Stausees. Nur drei Kilometer östlich liegt der Ort Idukki Township, der dem Distrikt Idukki den Namen gibt.
Die Siedlung Painavu entstand erst während des Baus der Idukki-Talsperre (1969–1976) in der zuvor abgelegenen Berg- und Waldgegend. 1976 wurde der Ort zum Distrikthauptquartier bestimmt. Heute befindet sich in Painavu neben der Distriktverwaltung auch das Government Engineering College Idukki.